# NGC 3708
NGC 3708 est une entrée du New General Catalogue qui concerne un corps céleste perdu, ou inexistant dans la constellation du Lion. Cet objet a été enregistré par l'astronome américain Ormond Stone le 31 décembre 1885